# Foldfjorden

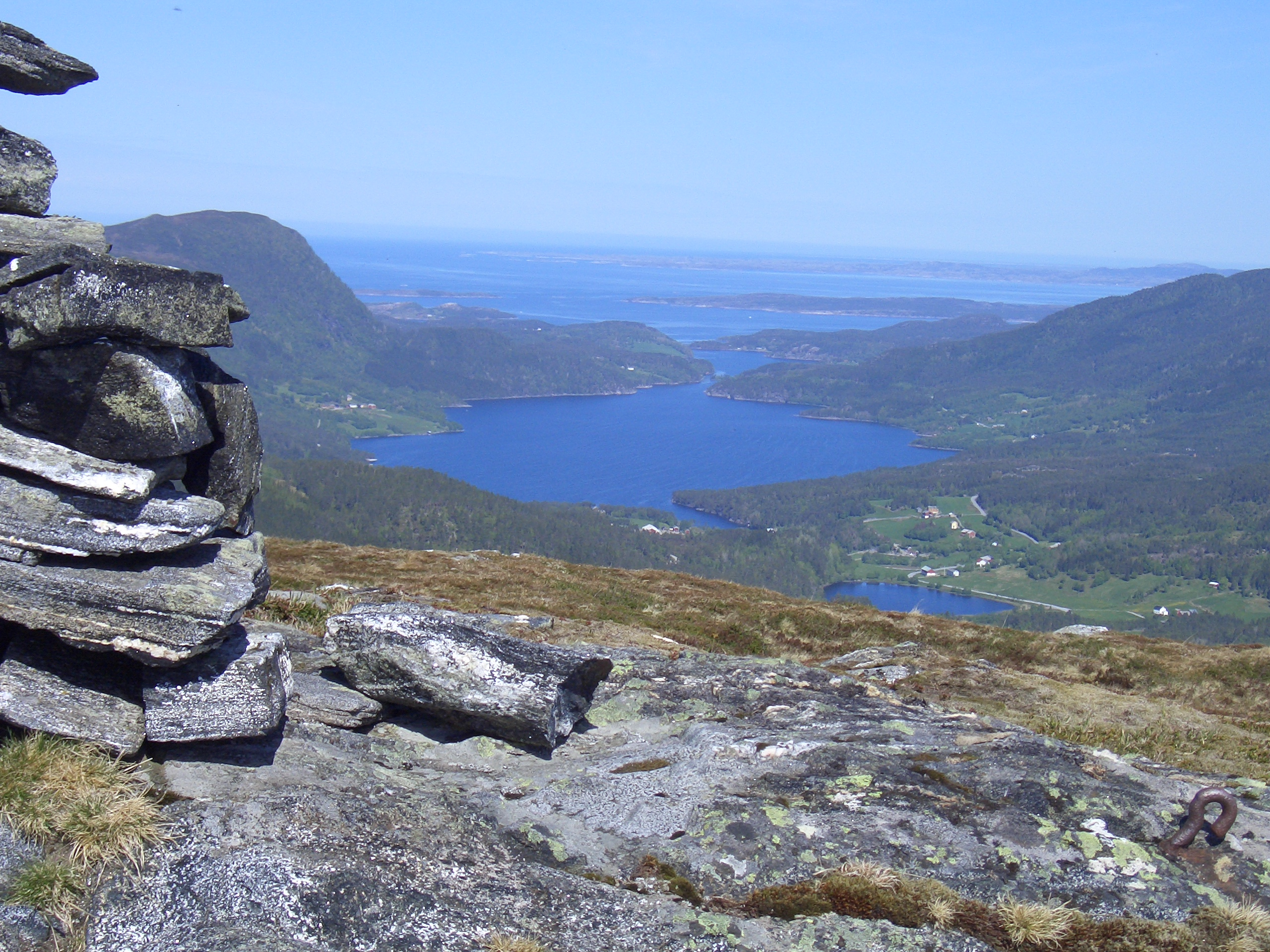
Foldfjorden sett från Arasvikfjellet.

Foldfjorden är en fjord vid Ertvågsön i Aure kommun i Møre og Romsdal fylke i Norge. Foldfjorden är på två ställen så trång att det uppstår tidvattenströmmar. Den yttre av de två strömmarna är den starkaste. Foldfjorden är ungefär sju km lång och ungefär 100 m djup. De två tidvattenströmmarna medför att salthalten i den innersta fjordarmen är mycket lägre än ordinärt saltvatten, något som i betydlig grad påverkar fisk og fauna.